# Estadio Germán Contreras Jara
El Estadio Germán Contreras Jara es un estadio de fútbol ubicado en la ciudad de Cajabamba, provincia de Cajabamba, departamento de Cajamarca, a 2654 m s. n. m.
Tiene una capacidad de 6300 espectadores y es propiedad del Instituto Peruano del Deporte (IPD). Desde 2024, acoge los partidos del UTC de Cajamarca que participa en la Liga 1 de Perú.
En el 2024, el club Comerciantes Unidos se trasladó a este estadio, debido a que, se iban a realizar trabajos de remodelación en el estadio Juan Maldonado Gamarra. Para el Clausura 2025, Comerciantes Unidos dejó de disputar partidos en este estadio para trasladarse a su natal Cutervo y disputarlos en su estadio al culminar los trabajos. 